# 速霸陸Leone
速霸陸Leone（日语：スバル・レオーネ）為日本富士重工業於1971年至1994年間推出的緊湊型轎車，乃速霸陸ff-1 1300G的後繼車款。而1994年至2001年間推出第四、五代旅行車車型，則是以日產AD旅行車車型為基礎的兄弟車。
車名「Leone」在義大利語中表示「獅子」之意。此車款在歐洲某些國家稱為速霸陸L系列（如速霸陸DL、GL等），或者按排氣量表示成速霸陸1400、速霸陸1600等車名。

## 歷史與概要

### 第一代（1971年-1979年）
1971年 - 10月7日富士重工業於東京京王廣場大飯店召開記者會，同時發表Leone雙門轎跑車車型及小改款的R-2。雙門轎跑車型延續速霸陸1000的前置前驅方式，搭載1,361c.c.水平對臥四缸OHV EA63型引擎，最大馬力80ps / 6,400rpm、最大扭力10.5㎏･m / 4000rpm，搭配四速手動排檔變速箱。
1972年 - 2月19日發表二、四門轎車車型，9月1日推出日本汽車史上首部水平對臥引擎搭配四輪驅動（機械式切換機構）的車型：Leone 4WD旅行車。此外，尾門採上下分割開啟式，直到翌年才改成一體開啟式。該公司製造4WD的經驗來自1971年東北電力公司為了現場巡邏人員的需求，以速霸陸ff-1 1300G做基礎改造成四輪驅動方式，詳情請參看速霸陸ff-1 1300G#4WD旅行車車型之介紹。同年12月1日開始販售「RX」車型，配備了具有雙化油器的EA63S型引擎、重新調校的懸吊系統、專用五速手動排檔變速箱、四輪碟煞制動系統，這是日本汽車史上首部配備四輪碟煞的車款。
1973年 - 6月9日發售四個圓形頭燈、新前後保桿及儀表板的無B柱硬頂（pierless hardtop）轎跑車車型。10月13日小改款，變更車頭進氣壩的造型，且所有車型的儀表板統一改成和硬頂車型相同。此外，追加一具新開發的1.2L水平對臥四缸EA64型引擎。
1974年 - 7月27日通過美國汽車廢氣排放標準。
1975年 - 為了因應昭和51年度汽車廢氣排放標準（（日語）昭和51年度排出ガス規制），1月13日發表新開發的「SEEC-T（Subaru Exhaust Emission Control-Thermal & Thermodynamic System之縮寫）」二次空氣導入裝置；1月20日推出三速自動排檔變速箱。
1976年 - 11月1日特別仕樣車上市，限量1,500部。
1977年 - 4月再針對昭和53年度汽車廢氣排放標準推出對應車型，同時後行李廂增長50mm。11月二門無B柱硬頂轎跑車推出「Grandam」車型，採用和北美外銷版相同的大型防撞保險桿。

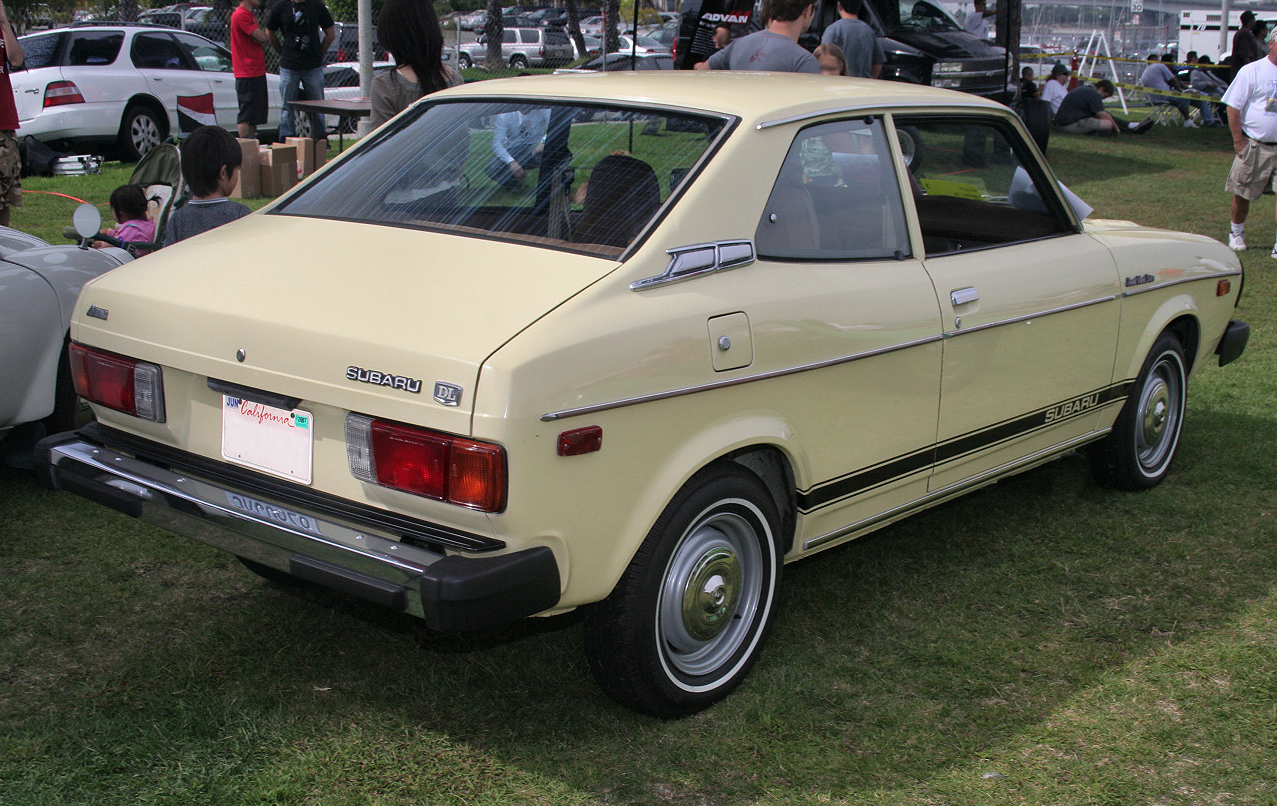
二門轎跑車車尾
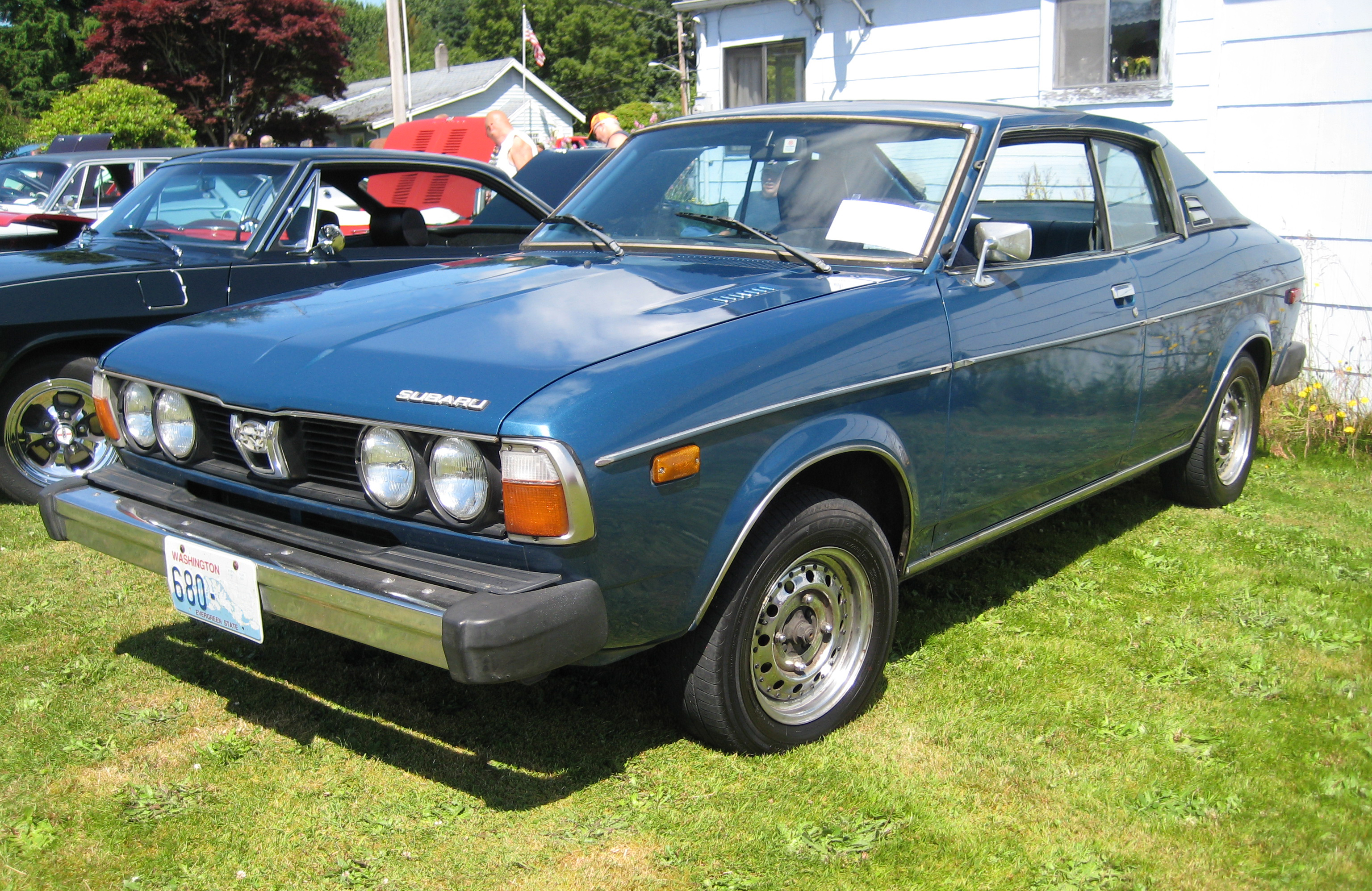
二門無B柱硬頂轎跑車車頭
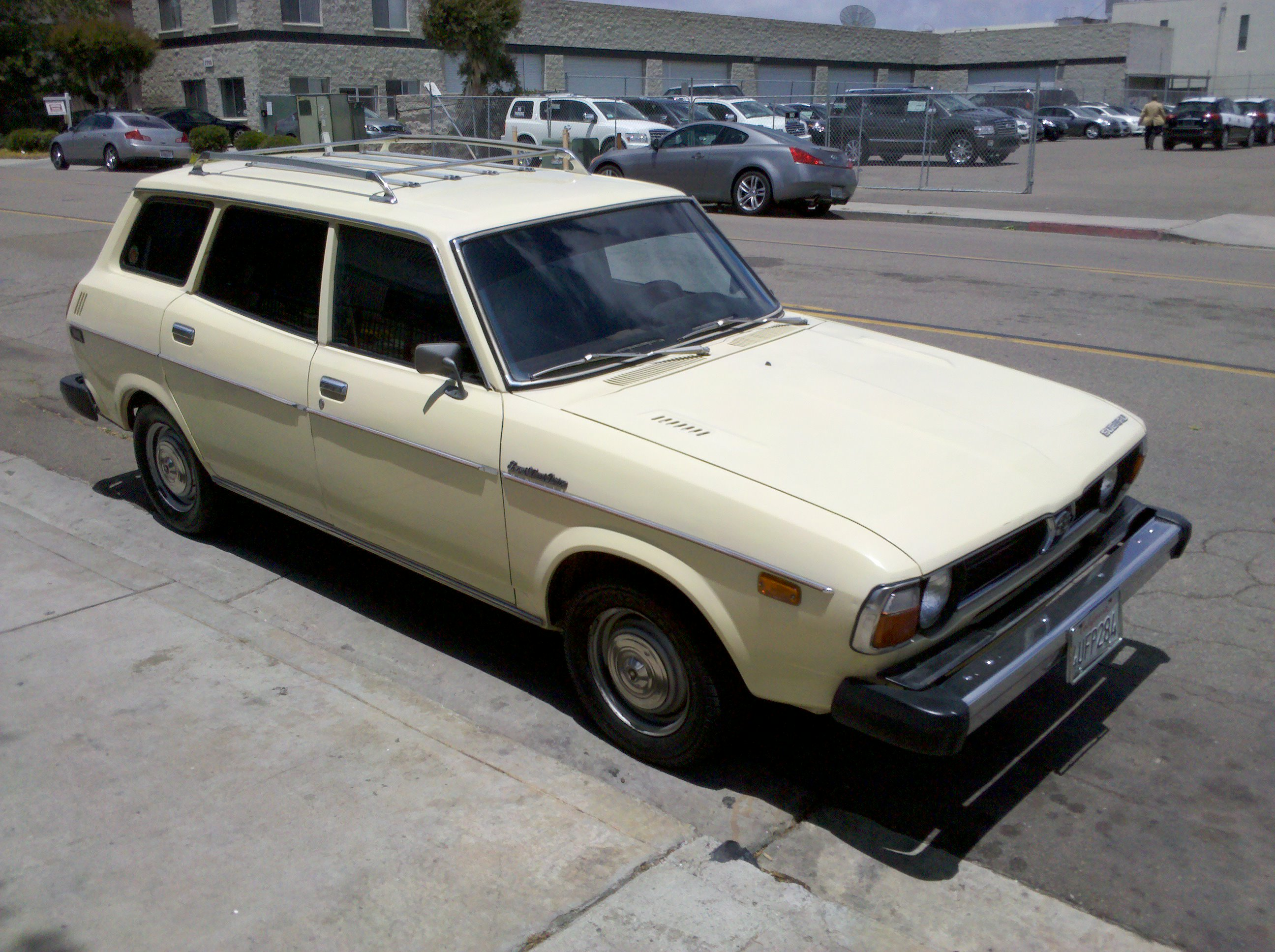
四門旅行車車頭
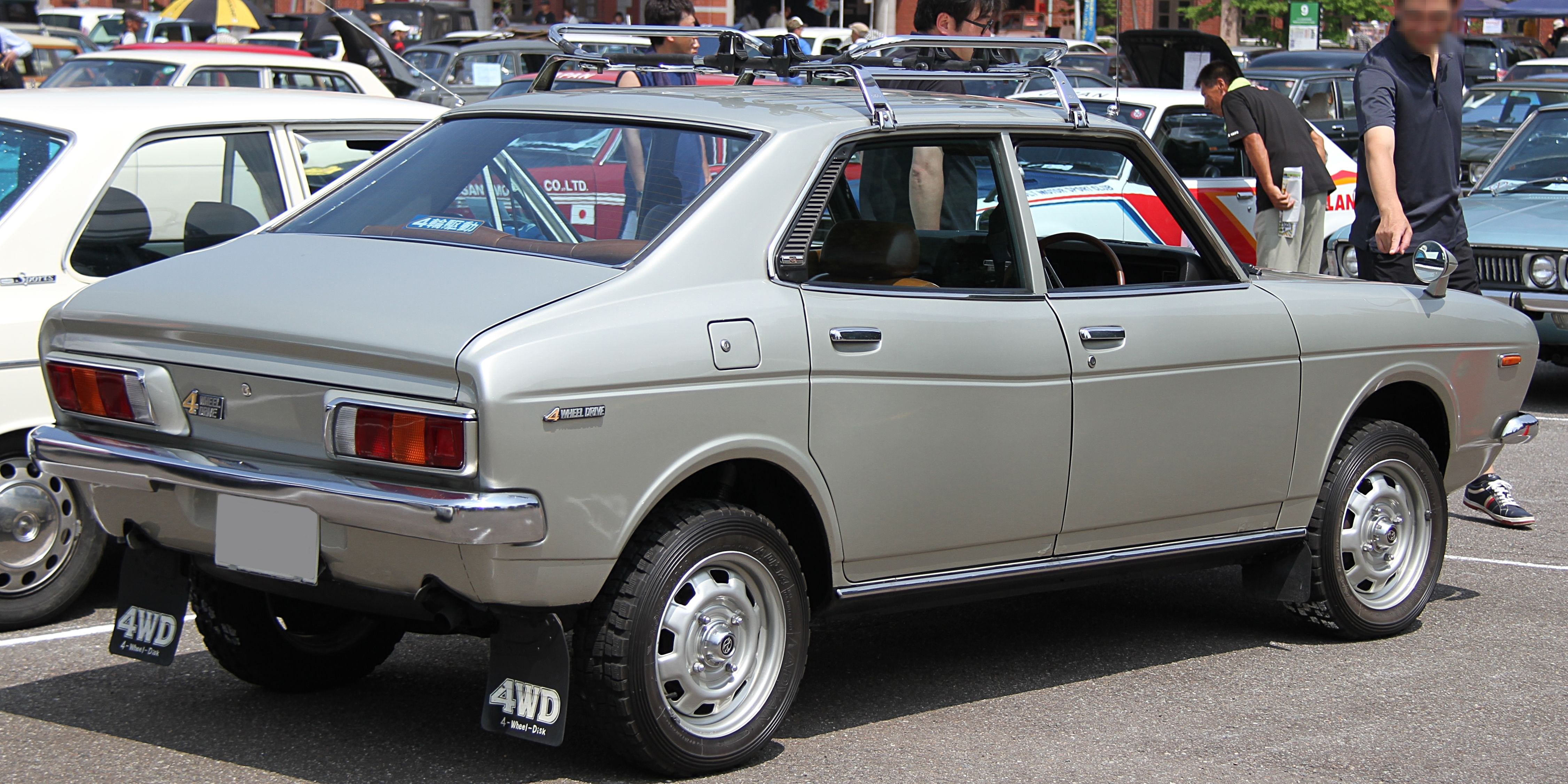
四門轎車車尾

### 第二代（1979年-1984年）
1979年 - 6月推出大改款的第二代Leone，共分成二門硬頂轎跑車、四門轎車、五門旅行車等三種車型，方正的外型設計神似奧迪80。動力上除了1.3L EA65型和1.6L EA71型外，新開發的1.8L水平對臥四缸OHV EA81型引擎也加入陣容。同年10月6日推出原廠稱呼為「Swing Back（（日語）スイングバック）」的三門掀背車車型，除了1.3L EA65型引擎外，也有使用英國齊尼斯·史特龍堡（Zenith-Stromberg Carburettor）雙化油器的1.6L EA71型，稱作「1600SRX」。同時四門轎車和五門旅行車追加4WD機構，搭載了「雙速切換裝置」的副變速箱，四速手排車型具備前進8檔、後退2檔的密齒輪比變速箱（close-ratio transmission）。話說回來，1970年代中葉起其他日系車廠陸續將OHV頂桿式汽門機構進化成SOHC單頂置凸輪軸汽門機構，可是富士重工業仍舊墨守著OHV結構，相對顯得跟不上時代腳步。
1980年 - 10月10日推出限量350部的特仕車「Trad New Yorker」，11月15日則推出4WD特仕車「Skier's Special」350部、「City Cowboy」200部。
1981年 - 6月2日實施小改款，1.8L車型改用方形獨立四頭燈，三門掀背車型則改為方形獨立二頭燈，另外全車系改成整合型尾燈組。同月25日推出「Touring Wagon」旅行車車型，從B柱起的車頂增高了30mm，內裝則跟頂級車型一樣豪華。同年11月1日發售搭載三速自排變速箱的4WD車型，這是日本汽車史上第一部搭載自排變速箱的4WD車。其次，後輪驅動用的分動箱（transfer case）採用全球首創的「電子控制油壓多板離合器（（日語）電子制御油圧多板クラッチ，（英文）Multi Plate Transfer，縮寫成MP-T）」機構。
1982年 - 10月2日推出全球首創的渦輪增壓自排4WD車，搭載1.8L水平對臥四缸OHV EA81T型渦輪增壓引擎，可輸出最大馬力120ps / 5,200rpm、扭力峰值19.0kg・m / 2,400rpm。但是，其他1.8L同級距的對手改用SOHC汽門構造，渦輪增壓後的馬力已突破135ps。
1983年 - 7月1日四門轎車追加1.8L渦輪增壓引擎及1.6L 4WD兩種車型，同時二門硬頂轎跑車追加1.8L水平對臥四缸OHV EA81S型引擎、四輪驅動的「RX」車型；11月1日推出油壓式高度可調的懸吊系統。

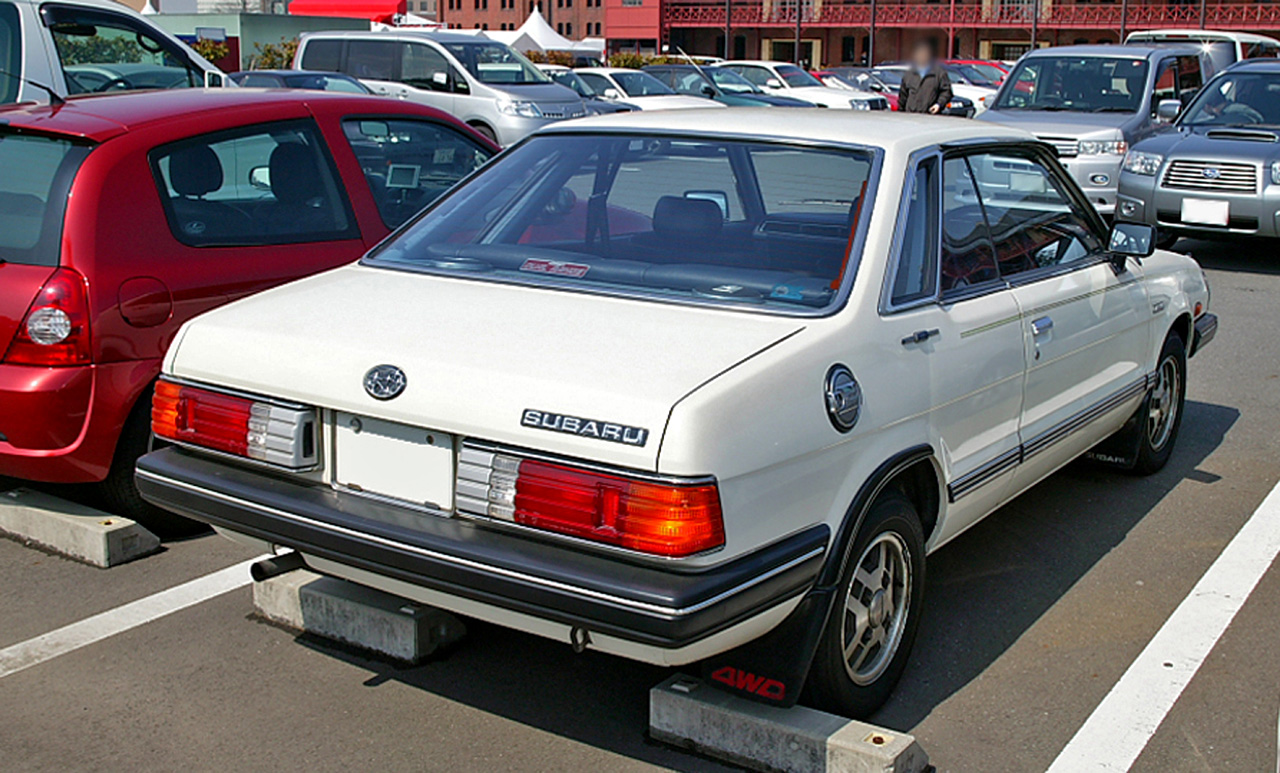
二門硬頂轎跑車車尾
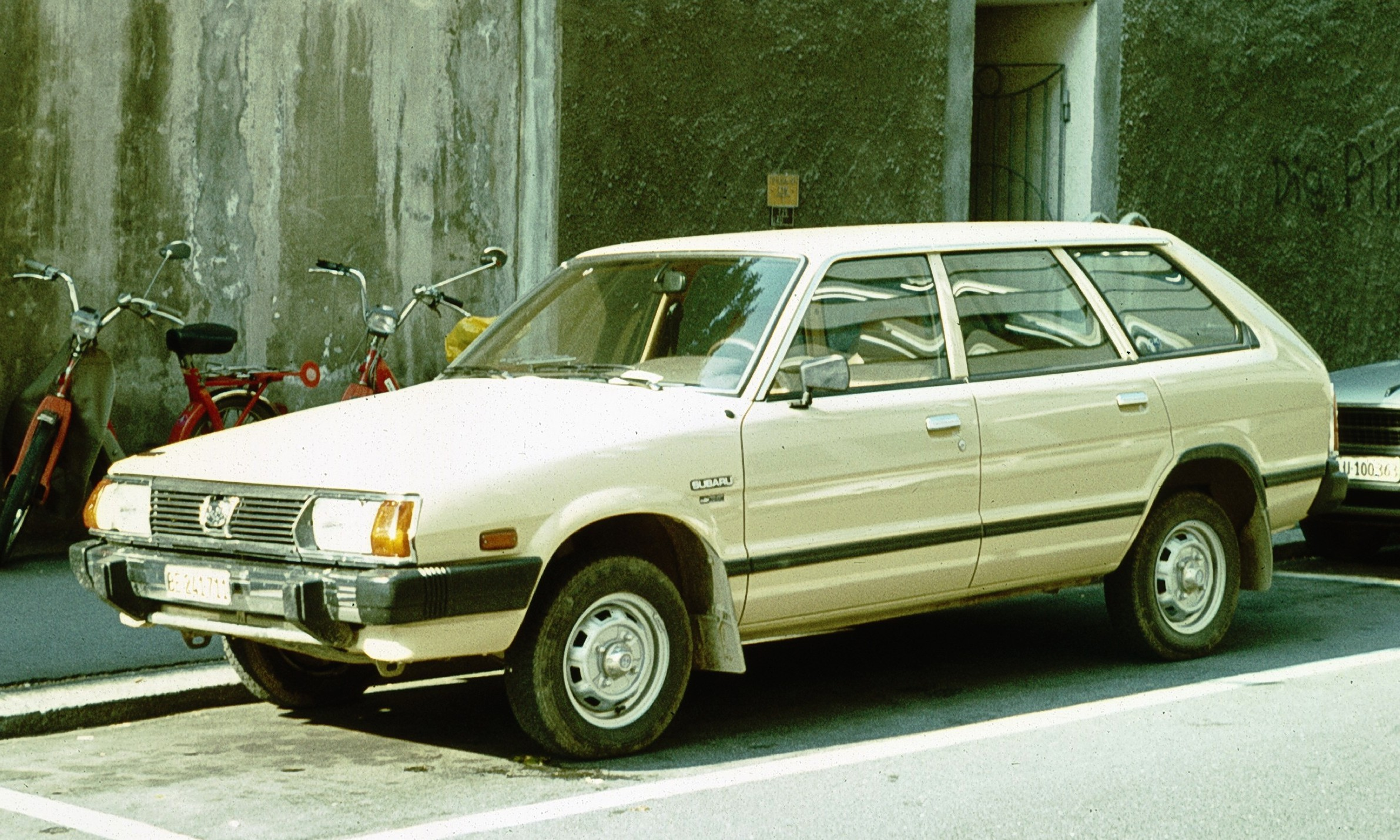
五門旅行車車頭
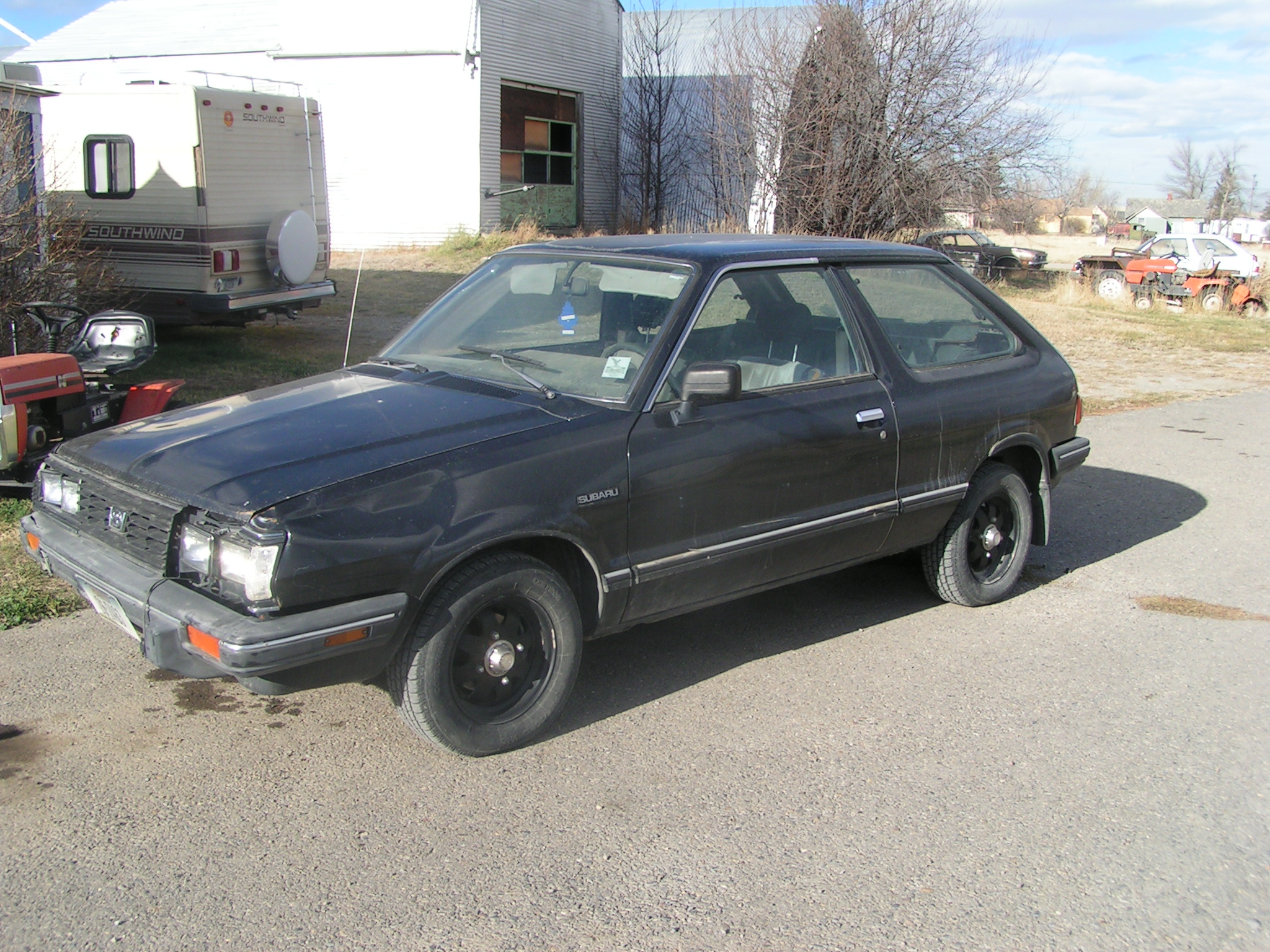
三門掀背車車頭
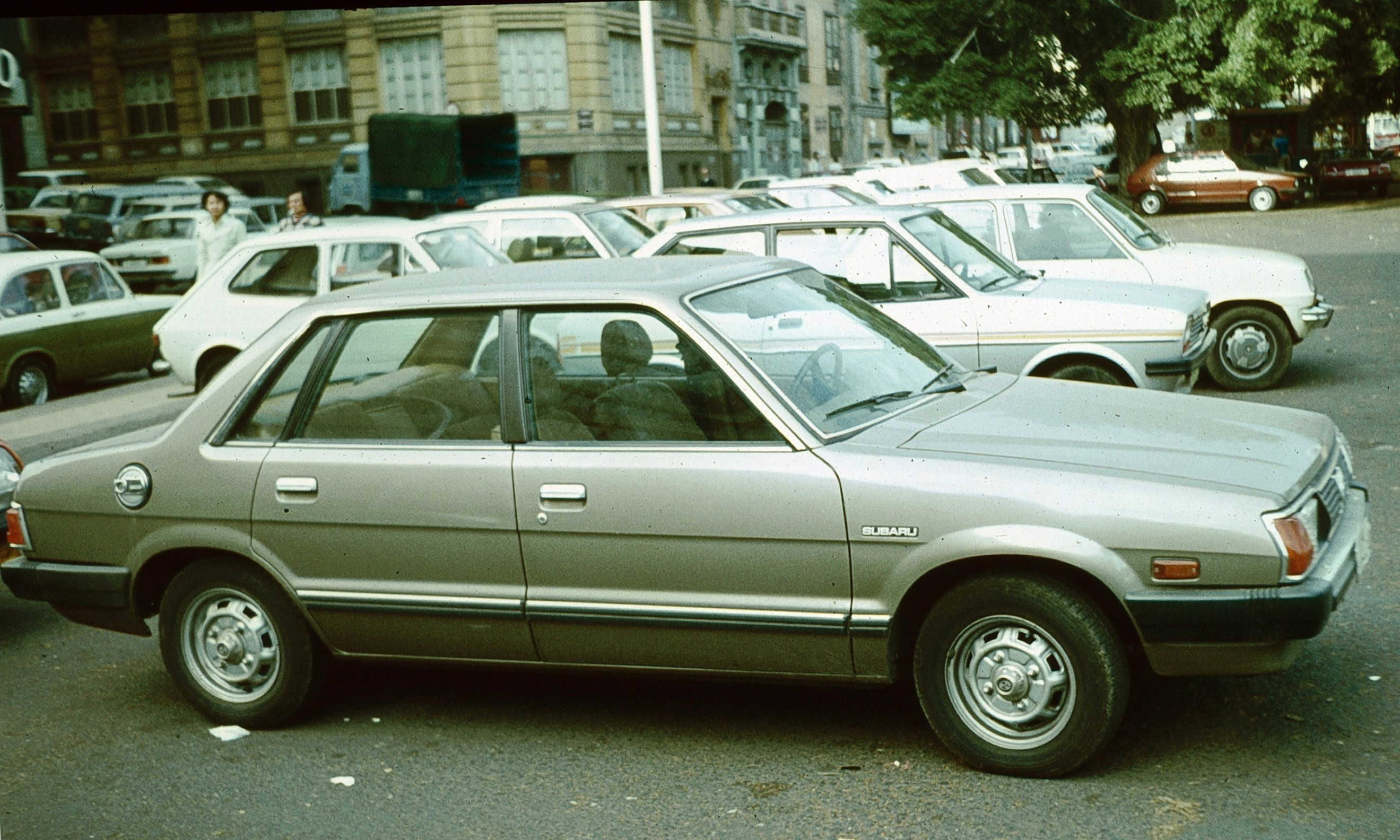
四門轎車車側

#### 速霸陸BRAT
主條目：速霸陸BRAT

速霸陸BRAT乃是「Bi-drive Recreational All-terrain Transporter」之縮寫，從第二代Leone的4WD旅行車車型衍生而出的二門多功能轎跑車（coupé utility），後半部為載貨用的車斗。這部車專門針對美國市場而開發，雖然在日本製造，卻從未在該地販售，美國市場裡的主要競爭對手為雪佛蘭El Camino和福特Ranchero。因為該車款受到消費者的歡迎，後來也外銷至英國、澳洲、紐西蘭等地。

### 第三代（1984年-1994年）
1984年 - 大改款的第三代Leone在7月16日推出，車身尺碼較上一代更大，且創造出Cd值0.35的低風阻係數。此代動力心臟的構造出現重大的改變，1.8L引擎從OHV頂桿式汽門機構進化成SOHC單頂置凸輪軸汽門機構的EA82型。變速系統方面則依照車型等級，共有三速自排與五速手排兩種選擇。高端的1.8L GT車型更配備了EP-S電子氣壓式懸吊系統（（英文）electro-pneumatic suspension之縮寫，（日語）エレクトロ・ニューマチック・サスペンション），可調整車身高度；4WD車型則備有自動切換裝置。10月25日追加五門旅行車、五門廂型車等二種車型。
1985年 - 2月28日追加1.6L FF四門轎車車型，11月1日更新增三門轎跑車車型。同月21日將後視鏡由前葉子板移至A柱兩側，另將天窗變成GT、GR兩種等級的標準配備。
本來第三代Leone的4WD系統為適時式，但德國奧迪汽車的quattro早已改成全時四輪驅動，就連同為日系車廠的馬自達推出的第六代馬自達Familia也改作全時四輪驅動。於是1986年4月21日不甘落後的富士重工業推出三門轎跑車型的Leone RX-Ⅱ（1.8L水平對臥四缸SOHC EA82T型渦輪增壓引擎），搭載全時四輪驅動系統，由傘齒輪和附真空伺服式差速鎖的中央差速器；同年10月再擴大應用到四門轎車與五門旅行車上。
1987年 - 10月新增E-4AT電子式四速自動排檔系統（為All Range Electro 4-speed Automatic Transmission之縮寫），還有新研發的ACT-4電子式前後扭力分配系統（Electro Active Torque-Split之縮寫），這是一種以電子控制前後扭力分配的全時四輪驅動系統（亦即電子控制式MP-T），可藉由中央耦合差速器的控制，平常駕駛時90％的動力會輸出給前輪以節省油耗，遇到打滑時則以前、後輪各50％的比例傳輸動力。

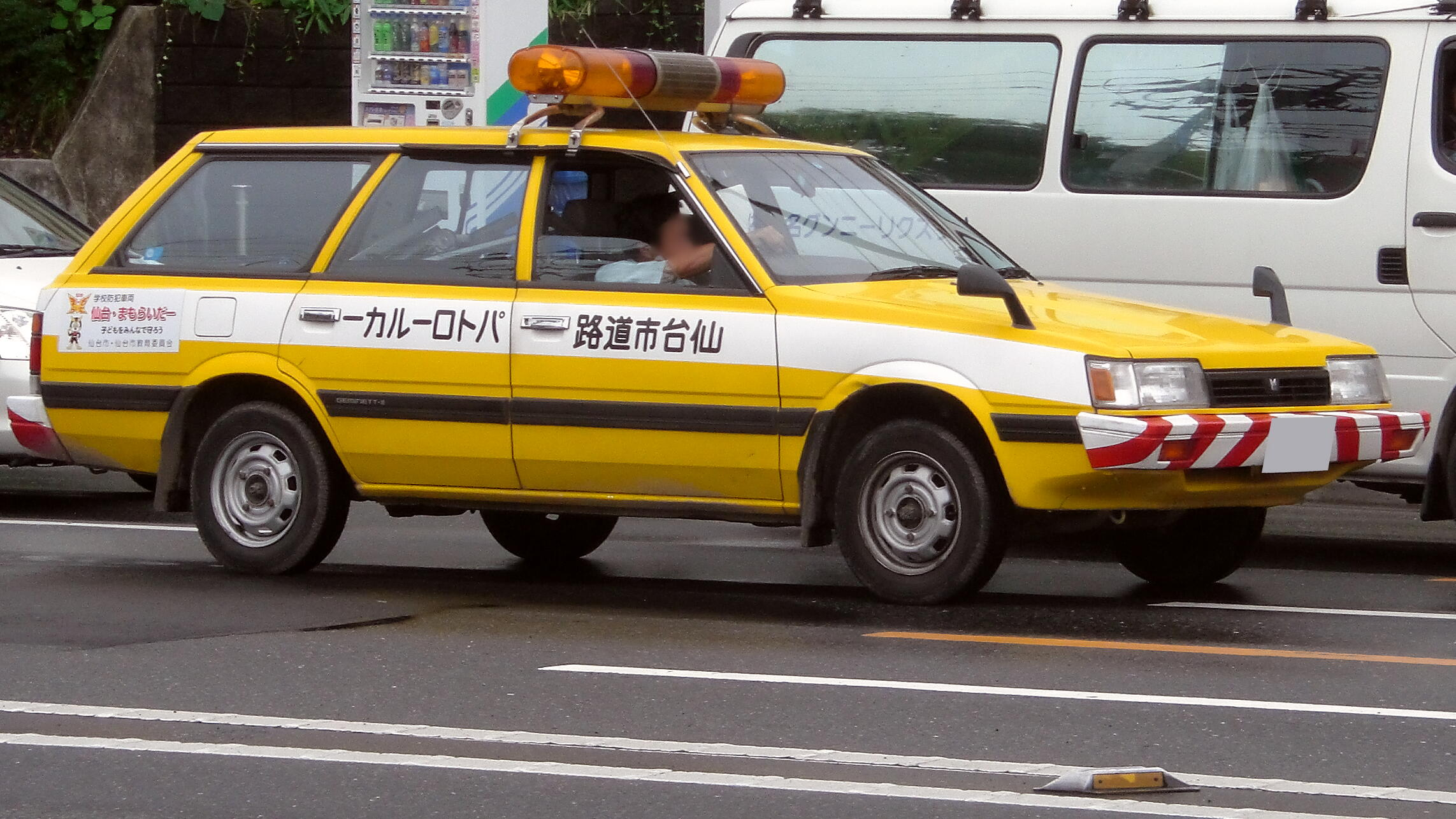
五十鈴Geminett II

1988年 - 2月1日為了慶祝自速霸陸360上市以來30周年，發行1.6L FF/4WD四門轎車的特別仕樣車「MAIA」。9月五門旅行車版換牌成「五十鈴Geminett II」上市。
1989年 - 2月全新開發的速霸陸Legacy上市，間接影響Leone的銷售，於是僅保留1.6L四門轎車與五門廂型車兩種車型。
1992年 - 10月實質上的後繼車種速霸陸Impreza上市，四門轎車型隨之停產。
1993年 - 7月停止為五十鈴汽車代工製造五十鈴Geminett II。
1994年 - 3月停售五門廂型車，改以日產汽車的日產AD五門廂型車型作為第四代上市。

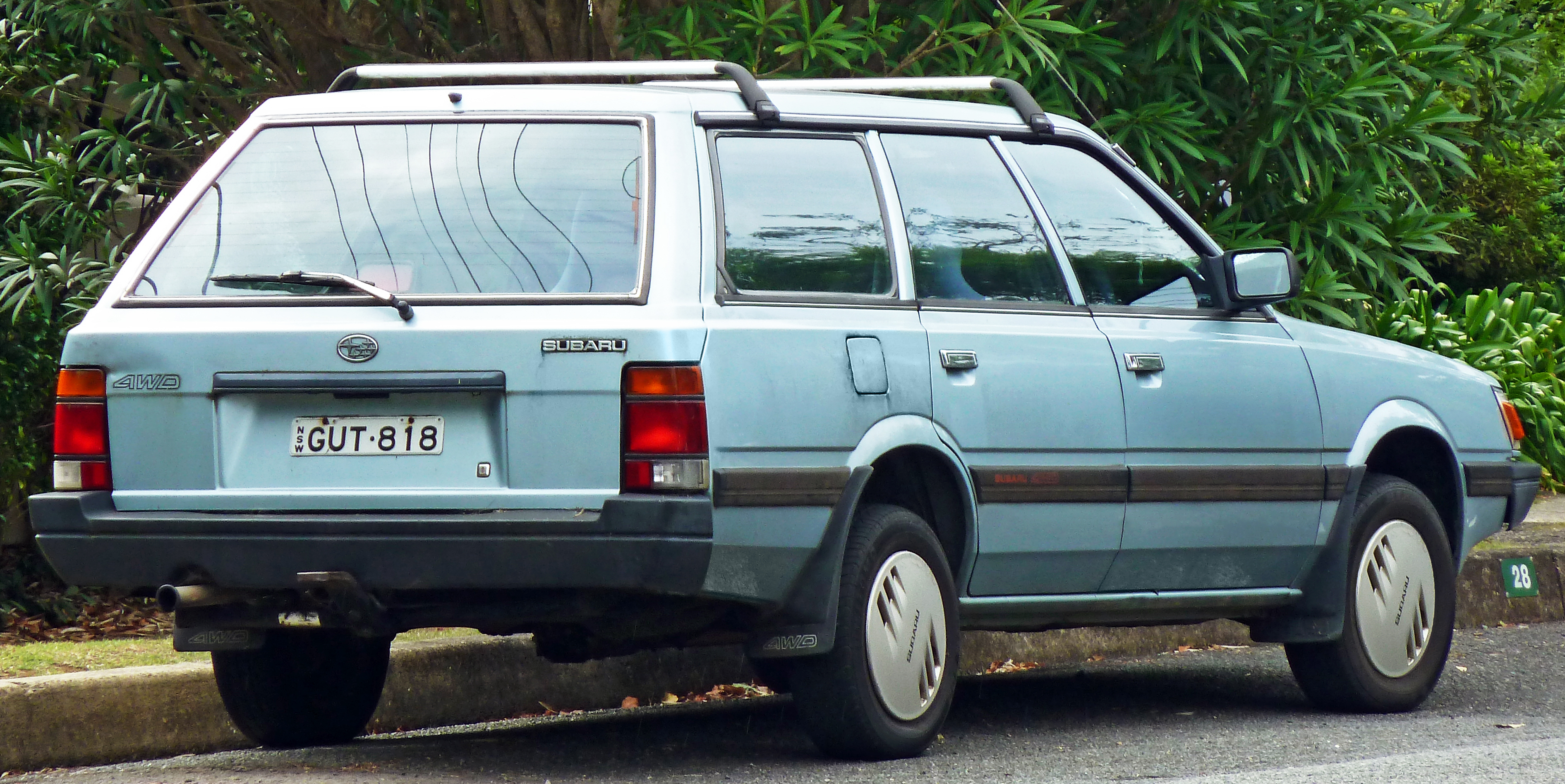
五門旅行車車尾
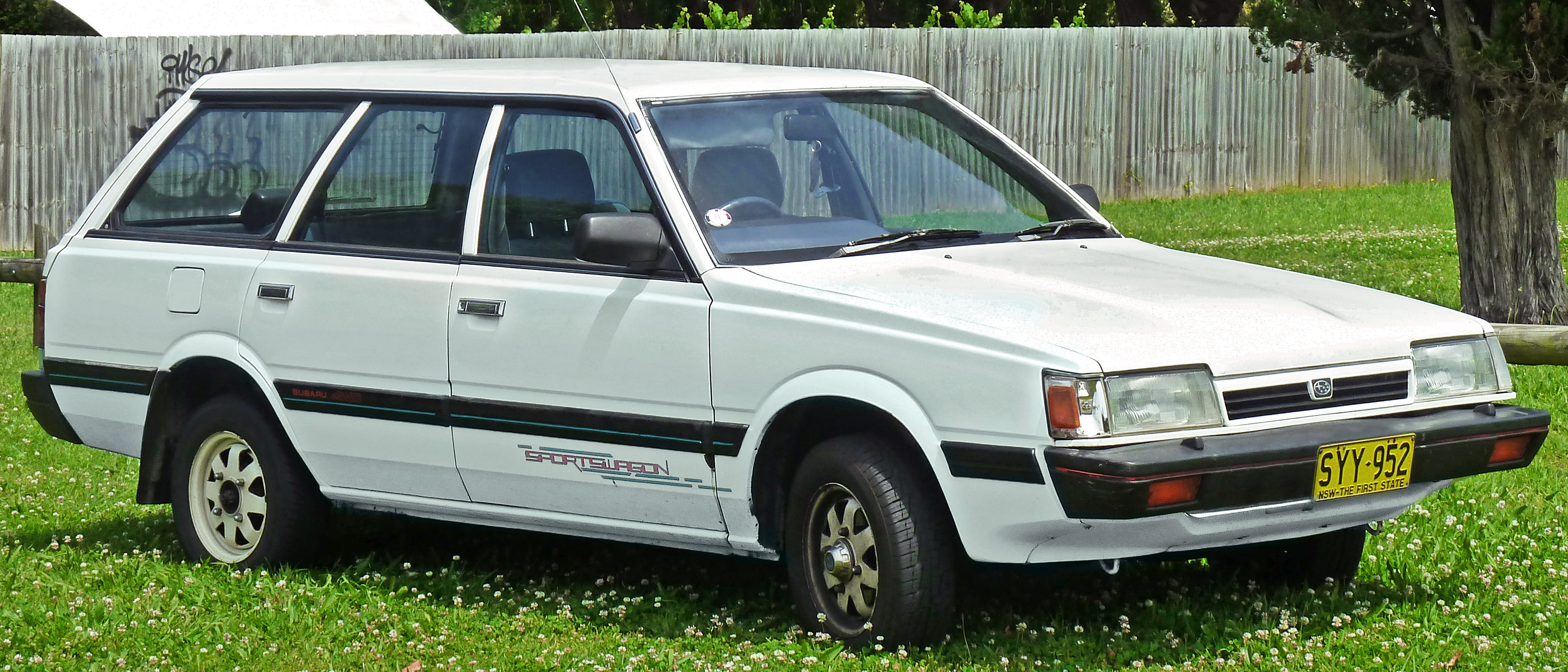
五門旅行車車頭
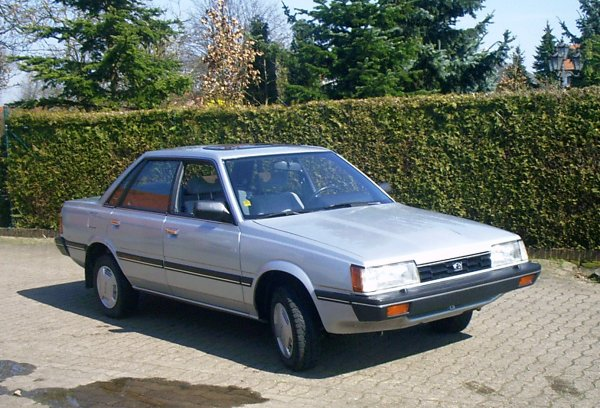
三門轎跑車車頭
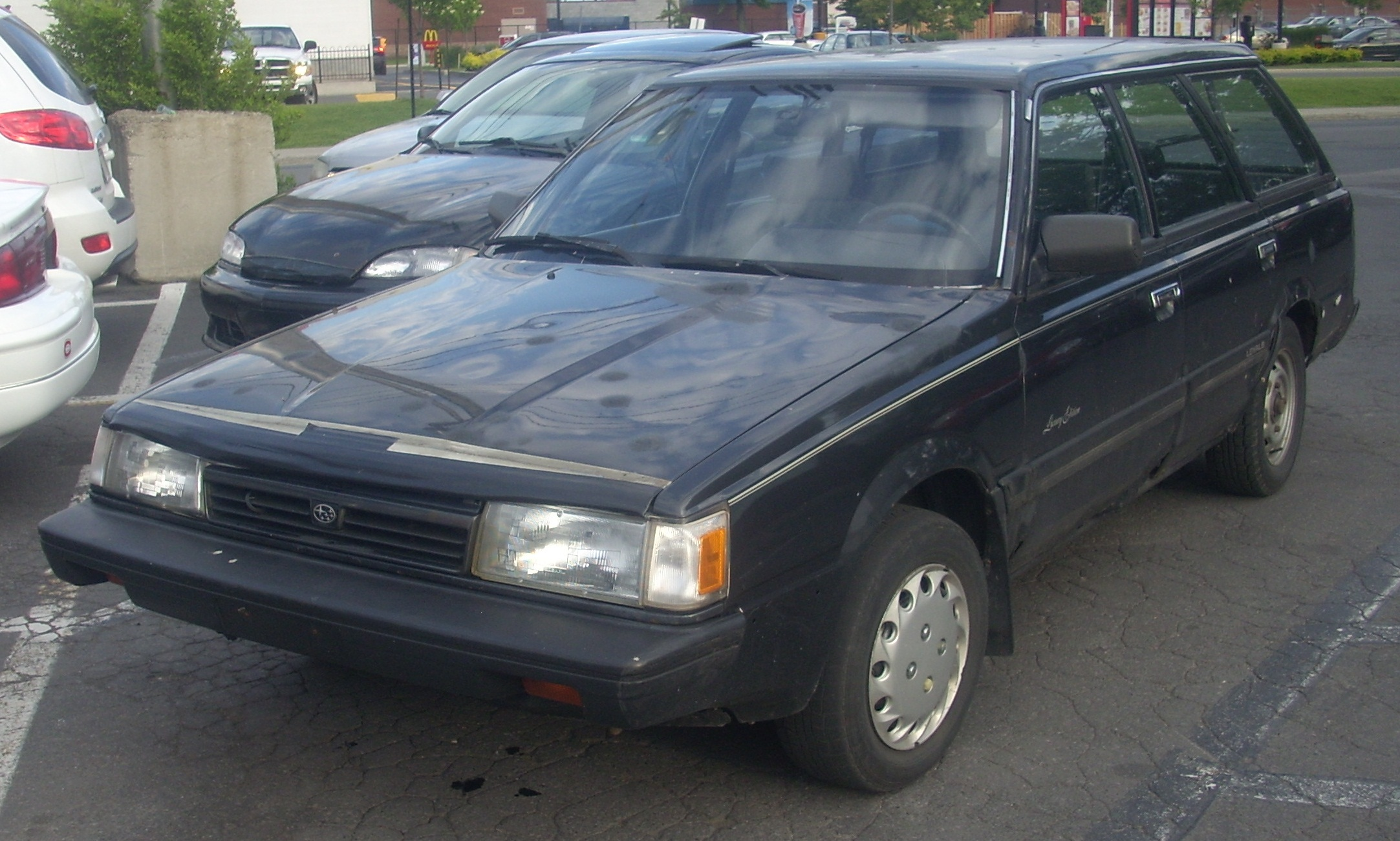
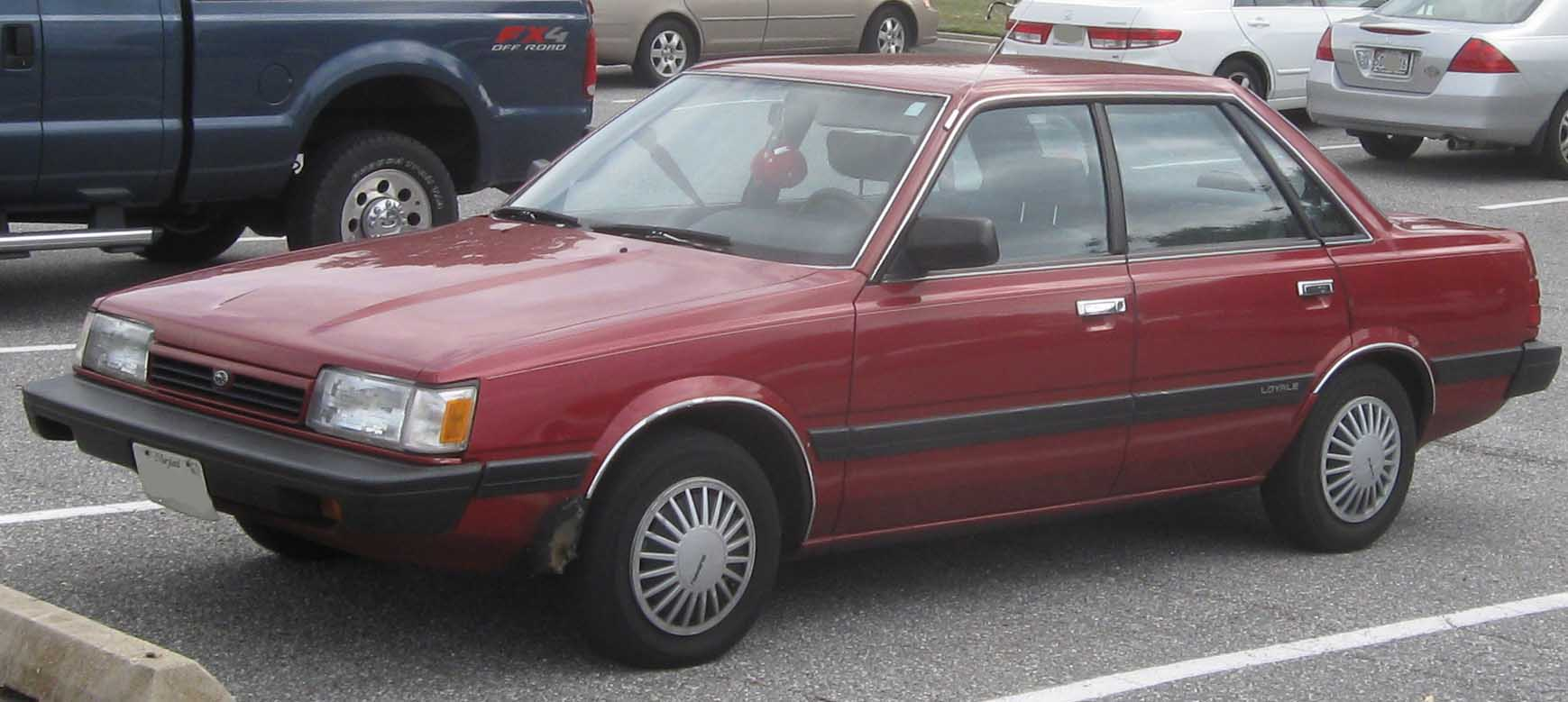

### 第四代（1994年-1999年）
主條目：日產AD

自本代起，改以日產汽車的日產AD五門廂型車掛上速霸陸的廠徽銘牌，於1994年8月上市；1997年5月小改款，將化油器改成電子燃油噴射裝置。

### 第五代（1999年-2001年）
主條目：日產AD

1999年6月隨著日產AD改朝換代而大改款，動力來源為2.2L日產YD22DD型柴油引擎，搭配五速手動排檔變速系統及4WD。直到2001年3月，才正式停產。

## 外部連結
- （日語）日本官方網站 （页面存档备份，存于）
- （日語）続・バンまつり（国産車編）⑦ （页面存档备份，存于）